# Signal de Sauvagnac
Pour les articles homonymes, voir Sauvagnac (homonymie).
Le signal de Sauvagnac ou puy de Sauvagnac est un sommet de l'ouest du Massif central, en France, culminant sur la commune de Saint-Léger-la-Montagne (Haute-Vienne). Atteignant l'altitude de 702 m, il est par ailleurs le point culminant des monts d'Ambazac, dont il occupe le rebord méridional.
Il domine le petit village de Sauvagnac et la réserve naturelle nationale de la tourbière des Dauges.
Son sommet est occupé par l'un des centres radio sol-air de l'Armée de l'air, chargé de surveiller l'espace aérien français.

## Géographie

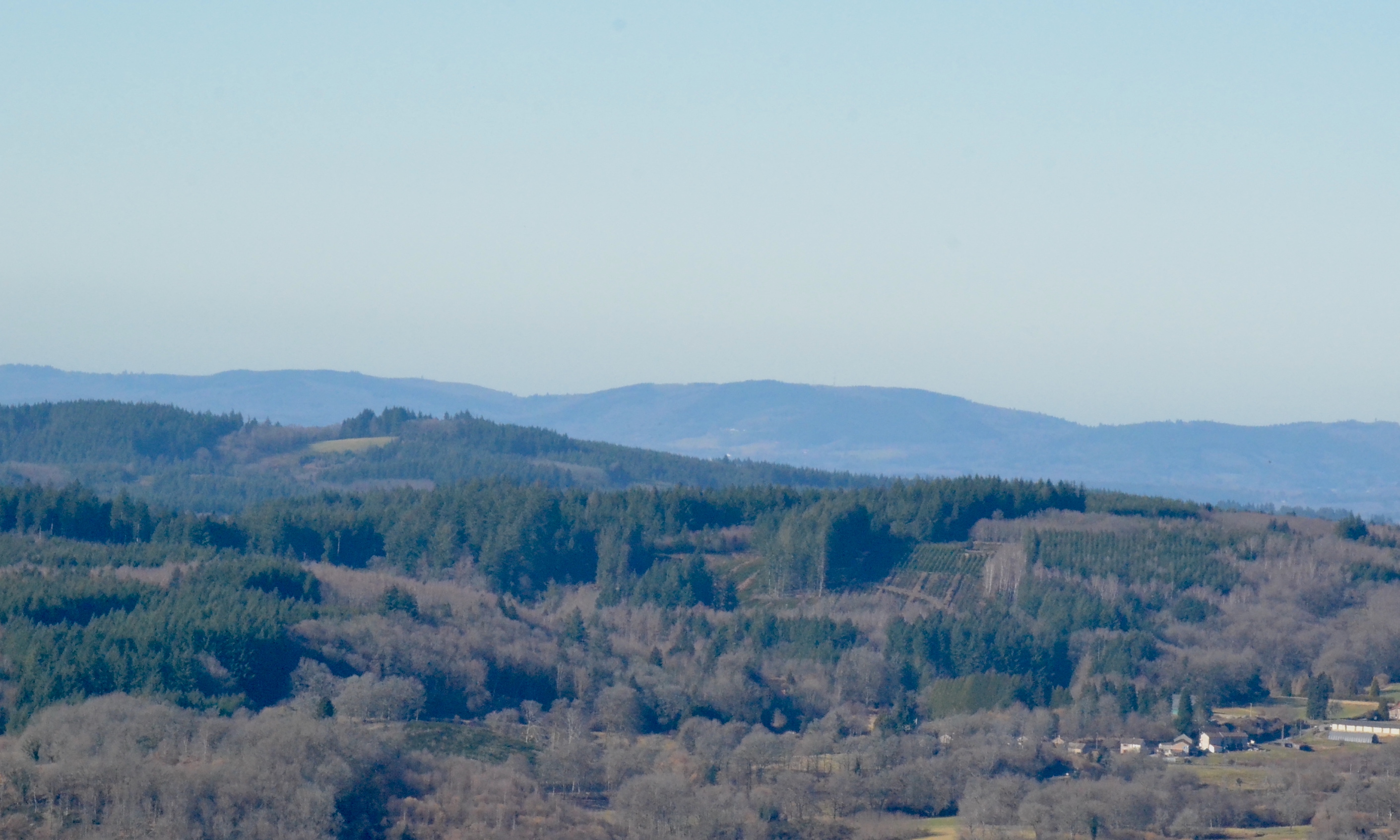
Les monts d'Ambazac vus depuis la lande d'Augerolles, en Creuse, à environ 35 km au sud-est. Le puy de Sauvagnac est au centre.

Le puy de Sauvagnac se trouve dans le département de la Haute-Vienne, à 25 km au nord-est de Limoges. Il appartient à l'ensemble des monts d'Ambazac, lesquels sont l'un des maillons des modestes monts de la Marche qui barrent sur une centaine de kilomètres le nord de la Haute-Vienne et la Creuse voisine, et dont il est d'ailleurs le plus haut sommet.
Le puy est positionné sur le rebord sud des monts d'Ambazac. Ainsi, il domine de presque 300 m le plateau limousin au sud, surplombant le bourg de La Jonchère-Saint-Maurice et le petit village de Traspont (commune de Saint-Laurent-les-Églises). Cette « corniche » méridionale des monts d'Ambazac se prolonge vers le nord-est avec le Grand Puy (656 m), le Puy de Queuille (623 m) et le Puy Giraud (660 m), avant de s'abaisser au col de la Roche. Vers le sud-ouest, ce rebord est entaillé de plusieurs vallons successifs (dont le ruisseau de la Jonchère) qui abaissent son altitude de plus de 200 m, entrecoupés de plusieurs autres sommets arrondis : puy de la Garde (666 m), puy de Mola (619 m), Gerbassou (564 m) vers Ambazac.
Au nord-ouest, le puy se rattache au plateau arrondi formant la partie sommitale des monts d'Ambazac, dont l'altitude moyenne oscille entre 500 et 600 m. Il domine ainsi d'une centaine de mètres le village de Sauvagnac, la tourbière des Dauges et les sources de la Couze. Cette dernière naît en effet de deux ruisseaux sourdant à environ 600 m d'altitude.
Le puy de Sauvagnac est visible de loin au sud et à l'est, notamment par la présence d'une antenne à son sommet.

## Histoire
Le site accueille initialement l'un des premiers télégraphes optiques du Limousin.
Onésime Reclus évoque brièvement le puy de Sauvagnac dans Le plus beau royaume sous le ciel, description sensible du territoire français publiée en 1899, en parlant comme d'un sommet qui « domine un pays d'étangs et de vallons boisés ».

### Exploitation minière
L'histoire contemporaine du puy est marquée par l'exploitation de plusieurs carrières de kaolin, en fonction du XIXe siècle à 1964, et dont les excavations et vestiges peuvent être aperçus le long d'un sentier balisé autour du Grand Puy (Mallety, Puy-Bernard).

### Installations militaires

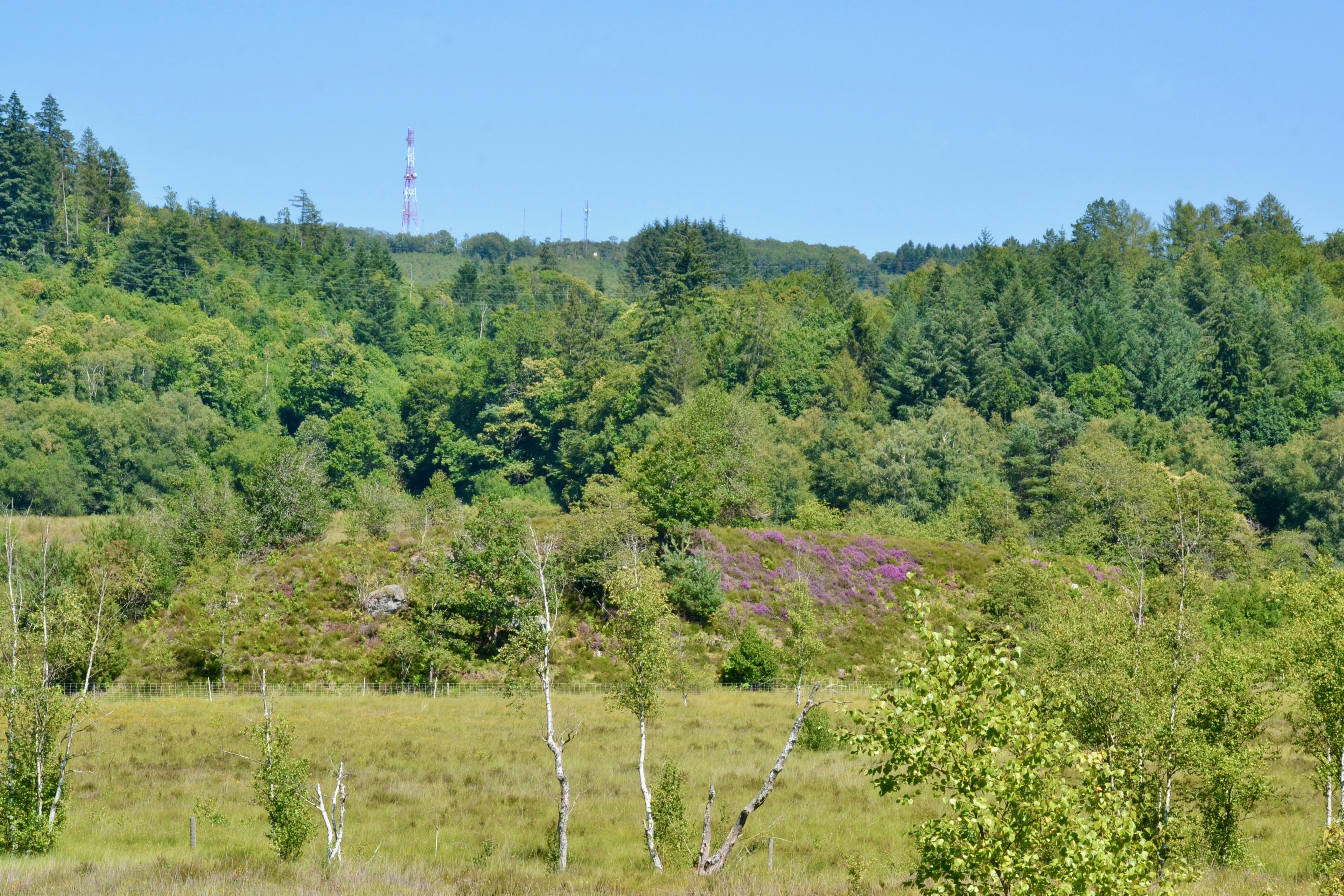
L'antenne du puy vue depuis la tourbière des Dauges (à l'ouest).

Le sommet du puy de Sauvagnac est inaccessible au public, car il accueille l'un des six centres radio sol-air protégeant l'espace aérien français (appelé « station hertzienne 15/803 » jusqu'en 2010). Ce site, isolé, est un Élément Air Rattaché (EAR)  connecté à la base aérienne 709 Cognac-Châteaubernard et soutenu par le groupe de la base de défense de Brive,.
Le site militaire s'étend sur 1,6 ha environ. Il est dominé par une antenne rouge et blanche visible de loin, qui permet de distinguer le puy de Sauvagnac des autres sommets arrondis des monts d'Ambazac.

## Aménagements

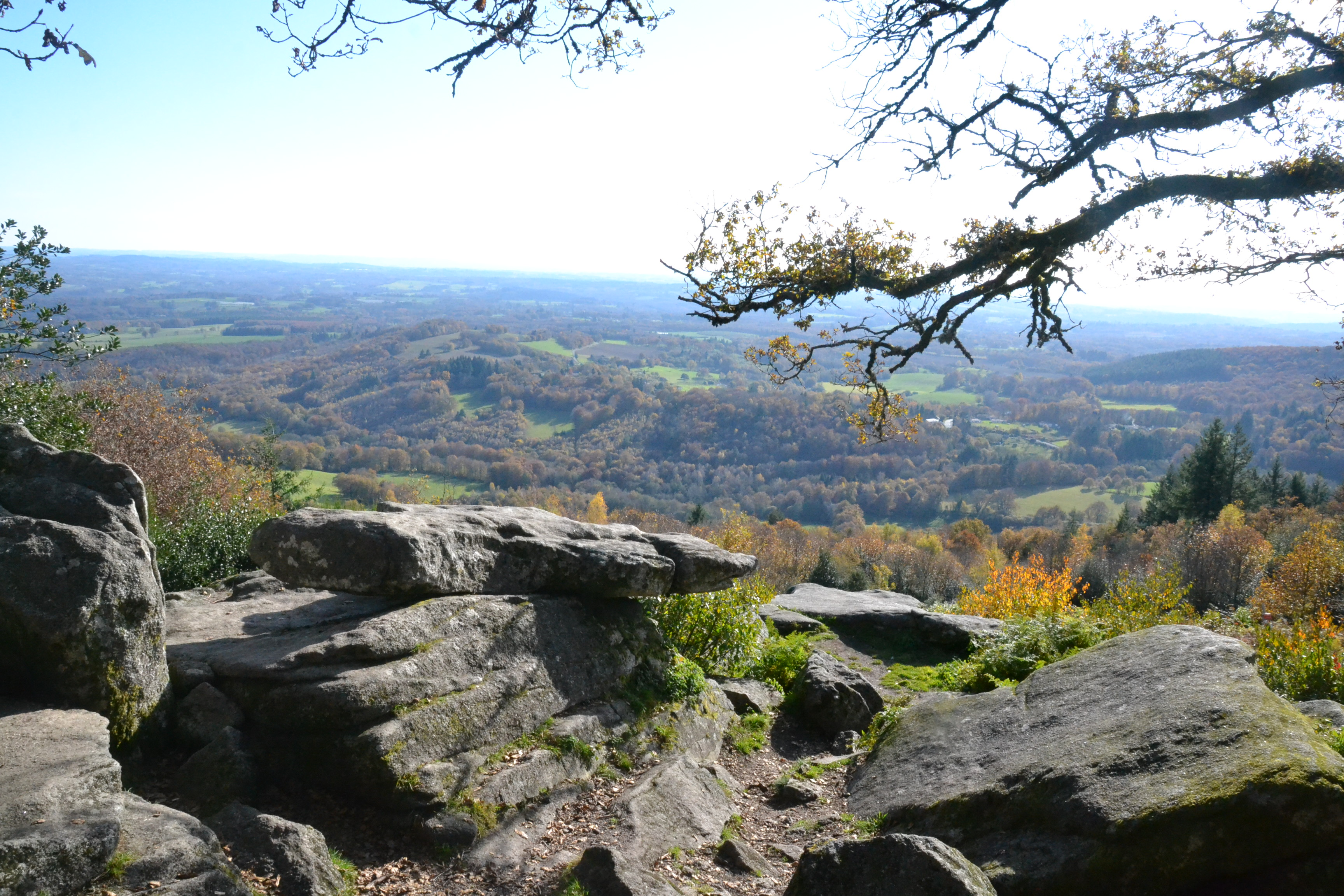
La Pierre branlante.
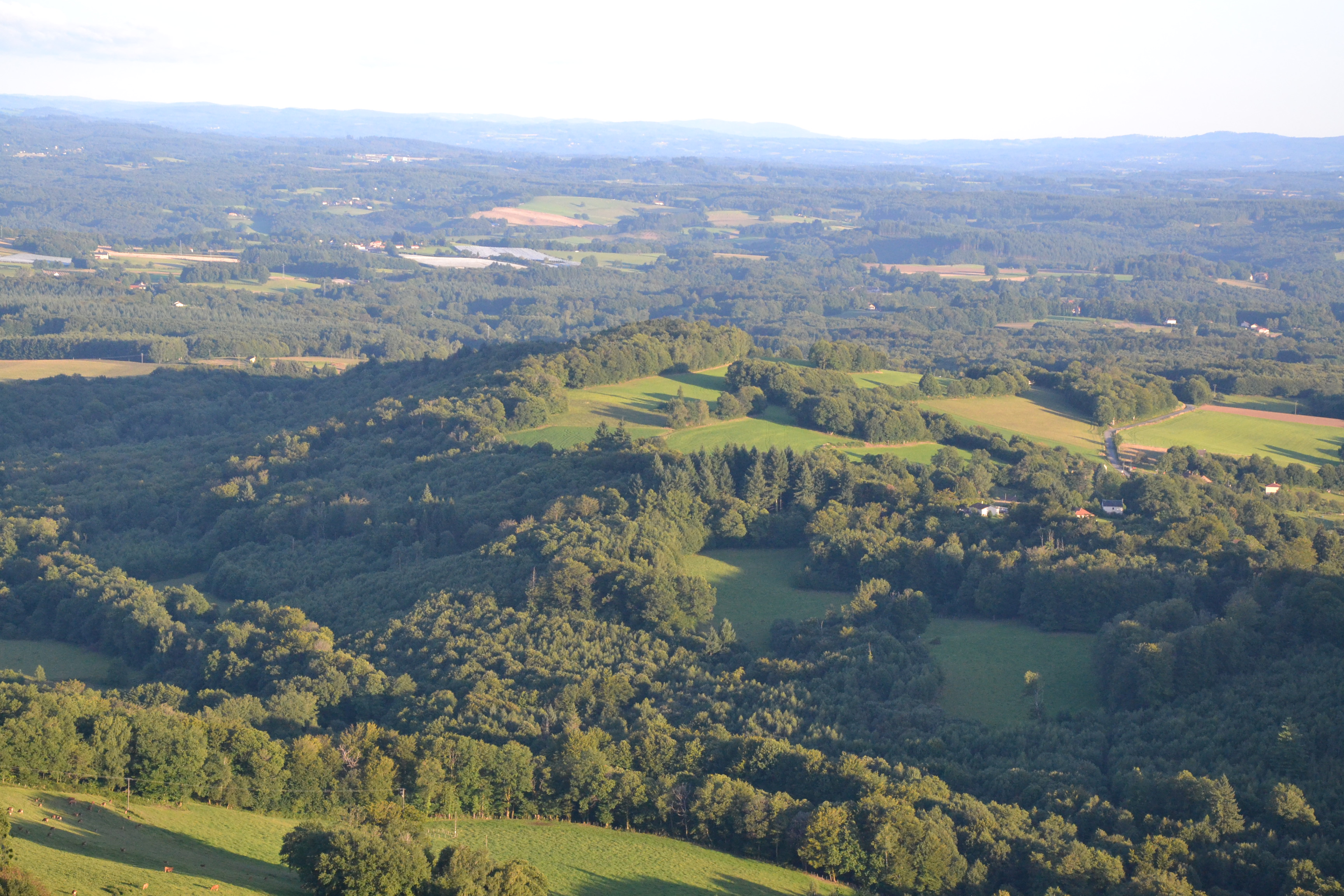
Panorama depuis le site de la Pierre branlante.
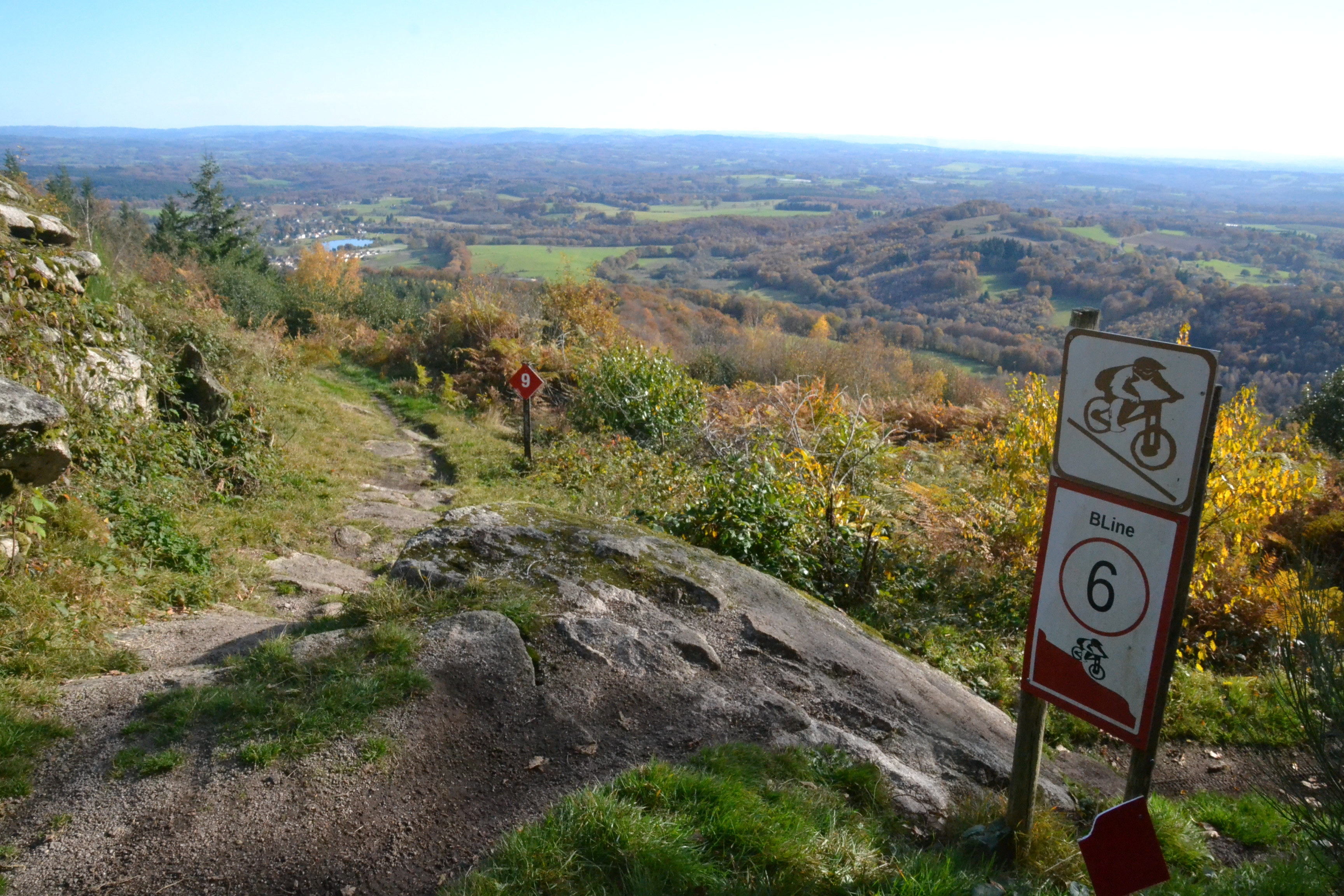
Piste VTT.

Le flanc sud du puy de Sauvagnac est aménagé pour la pratique des sports de pleine nature.
Le site de la Pierre Branlante est fréquenté par les promeneurs et randonneurs. On y bénéficie d'un point de vue remarquable sur les monts de Saint-Goussaud, le plateau de Millevaches et jusqu'aux monts d'Auvergne par temps clair.